# Línguas galo-românicas
As línguas galo-românicas ou galo-romanas abrangem as línguas, em sentido mais restrito, francesa, franco-provençal, occitana. Como todas as línguas românicas, estas derivam do latim. 

## Principais características das línguas galo-românicas
- A principal característica é a perda das vogais latinas finais especialmente foram perdidos (/e/, /i/) latinas. Algumas linguagens como o francês são alteradas por (e) que em muitos casos não são pronunciadas.
- Evolução da vogal latina (/u/) para (/y/) como ü em alemão. Isso aconteceu nas línguas de oïl, línguas galo-itálicas, franco-provençal, romanche e occitano. Duas vogais (/ø/, /œ/) também foram desenvolvidas, representadas com as grafias (eu, ö). Está presente nas línguas de oïl, línguas galo-itálicas, romanche e alguns dialetos do ladino e  occitano.
- Presença de uma vogal neutra ou silenciosa (/ə/) que aparece como alofone de (e, a). Está presente em as linguas de oïl, franco-provençal, romanche, occitano, catalão e algumas línguas galo-itálicas.
- Perda do infinitivo latino (-re) especialmente nas línguas galo-itálicas e as línguas reto-românicas. Em francês, franco-provençal, occitano e catalão, o infinitivo termina com (r) mas não é pronunciado.
- Conservação dos grupos latinos (/cl/, /fl/, /pl/) exceto para as línguas galo-itálicas.
- Palatalização de (/ca/, /ka/) inicial a (/ʃa/, /t͡ʃa/ e /ca/) pronunciado (ch, tch em português). Este fenômeno aconteceu no franco-provençal, nas línguas de oïl, nas línguas reto-românicas e nos dialetos setentrionais do occitano.
- Não desenvolveram ditongação nas vogais curtas (e, o) latinas.
- Lenição o perda das oclusivas surdas vocálicas (/p/, /k/, /t/).

## Lista de línguas consideradas galo-românicas

### Línguas de oïl
- borgonhês
- galo
- valão
- francês padrão
- normando
- picardo
- champanhês
- franc-comtois
- lorenês
- berrichão
- poitevin-santongês
- angevin-mayenês

### Grupo franco-provençal
- franco-provençal

### Línguas galo-itálicas
- lígure
- lombardo
- piemontês
- emiliano-romanhol

### Línguas reto-românicas
- friulano
- romanche
- ladino

### Línguas occitano-românicas
- occitano
- catalão